# 浦項工科大学校
浦項工科大学校（ポハンこうかだいがっこう、朝鮮語: 포항공과대학교、英語: Pohang University of Science and Technology）は、大韓民国の慶尚北道浦項市南区に本部を置く私立大学。略称は浦項工大、浦工、POSTECH。

## 建学理念
- 優れた教育を通じて未来のグローバルリーダーの養成
- 科学技術分野で先駆的な研究の進めと応用
- 教育研究産学協同を通じて国家と人類に奉仕

## 沿革

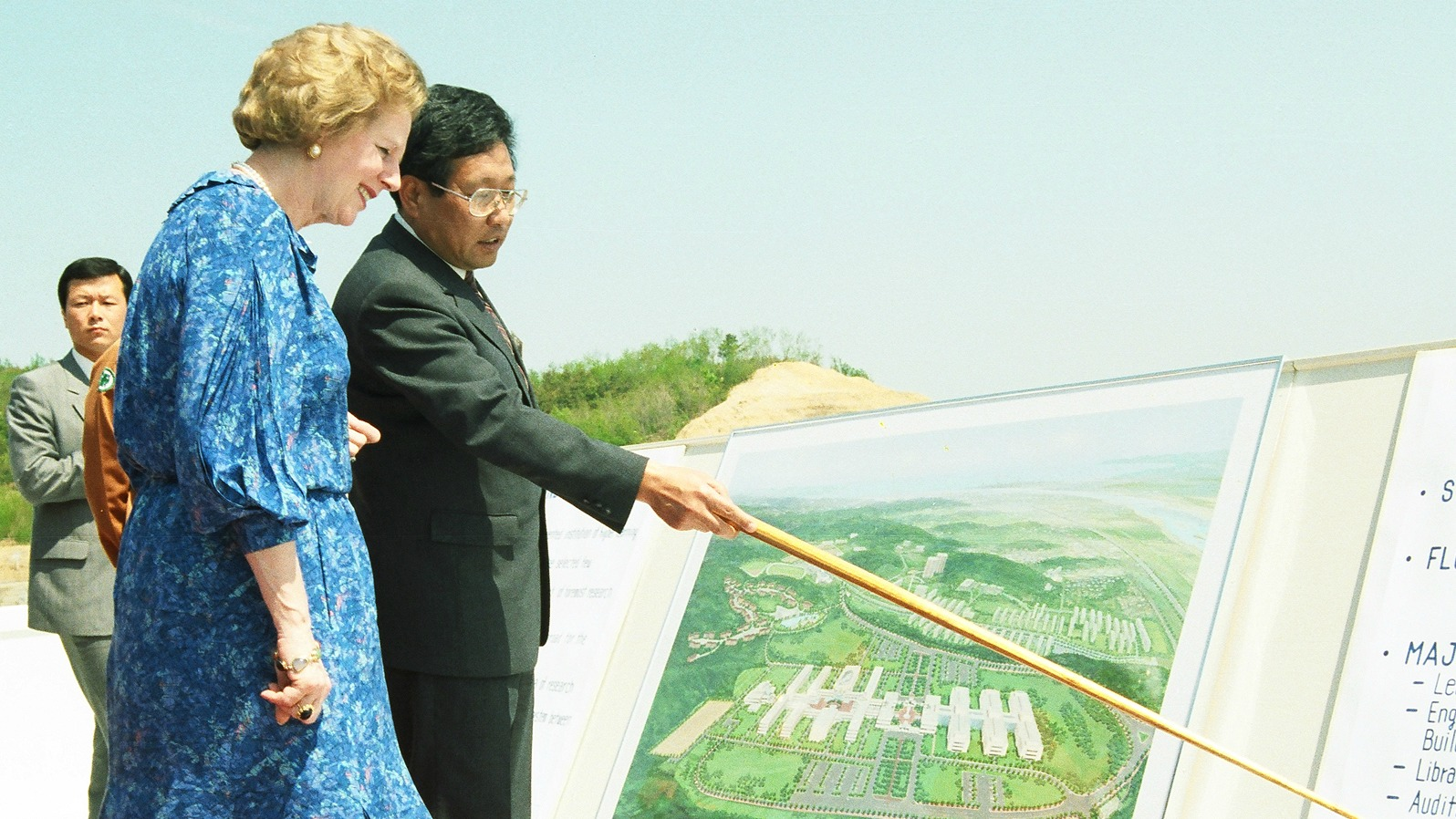
初代学長・金浩吉とイギリス首相マーガレット・サッチャー

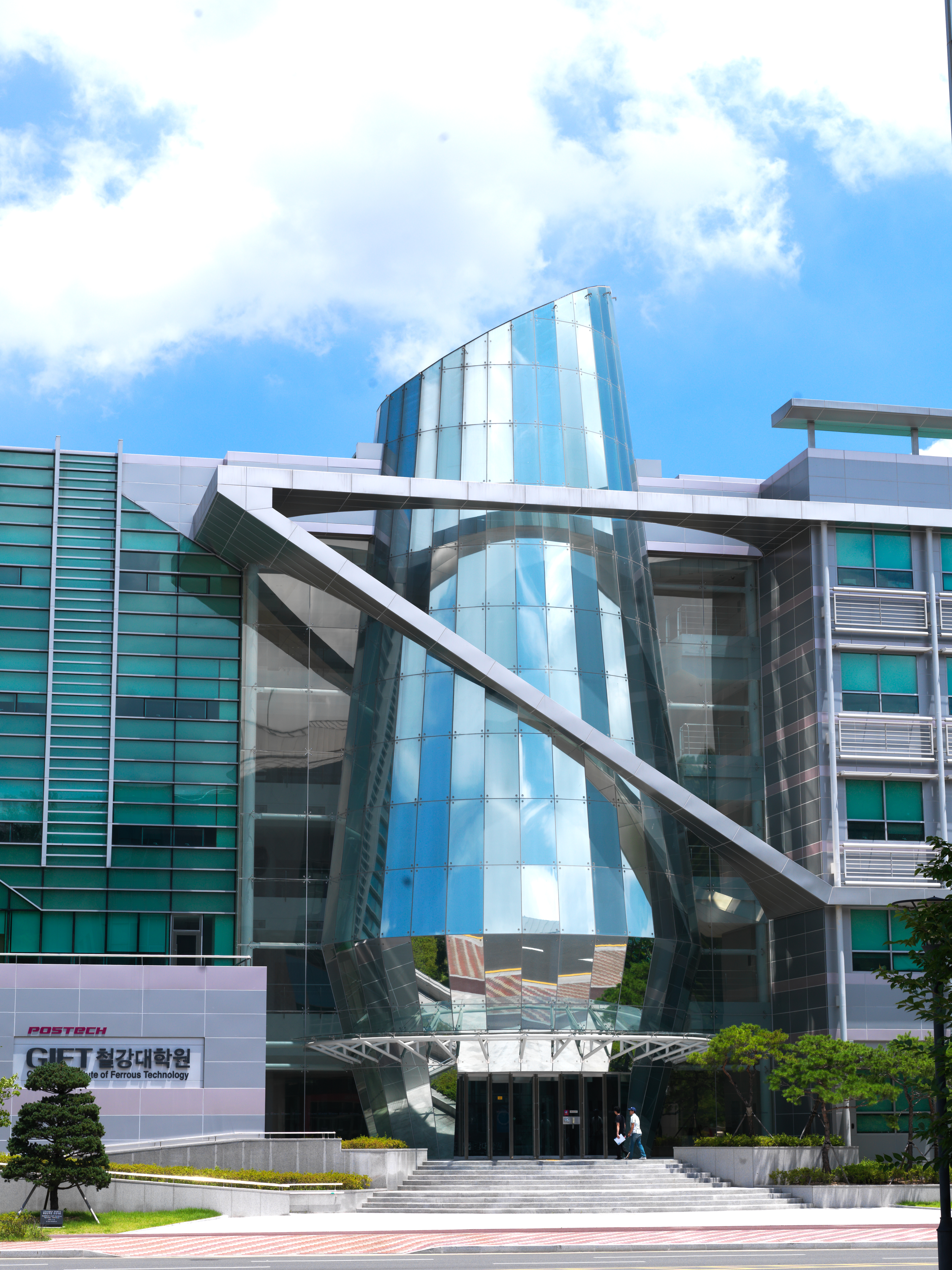
鉄鋼大学院

- 1985年3月 - 大学設立推進本部が発足。
- 1986年
  - 11月 - 文教部大学設立認可、施設竣工。
  - 12月3日 - 浦項工科大学（포항공과대학）として開校。
- 1987年11月 - 大学院設立文教部認可。
- 1994年3月 - 浦項工科大学校に改称。
- 1996年6月 - 環境工学部を開院。
- 2005年4月 - システム生命工学協同課程を新設。
- 2008年5月 - 風力特性化協同課程を新設。
- 2009年3月 - 大学院課程（融合生命工学部、情報電子融合工学部、尖端材料科学部）を新設。
- 2010年
  - 10月 - 海洋大学院を設立。
  - 12月 - WCU大学院課程を新設。
- 2011年8月 - 創意IT融合工学科を新設。
- 2012年
  - 4月 - 未来IT融合研究院を開院。
  - 8月 - エンジニアリング大学院を新設。
- 2016年 - 4世代放射光加速器を竣工[1]。

## 施設
合計50万6,000坪に及ぶ敷地に位置する大学施設は、1986年に19棟・延べ面積5万7452m2（1万5482坪）で開校以来、教育・研究施設の拡充のため、毎年、施設を追加建設した。その結果、2006年現在で105棟・38万5624m2（11万6651坪）が建立され、開校当時比7.5倍に増加した。
寮は男子学生用が20棟、女子学生用が3棟、その他が1棟ある。
2003年に完工した大学図書館「青岩学術情報館」があり、名称は朴泰俊の号からとったものである。正面はガラス張りで、2階は参考資料、3階は書籍、4階は雑誌や論文、5階はセミナールームなど、6階は売店や休憩室、屋上庭園である。5階の閲覧室は24時間、2〜4階の閲覧室は午後10時まで利用可能。2007年からは図書館によるブログやTwitterが始まり、情報発信をしている。
世界的な理工大学に育成することを目標とし、本校出身者がノーベル賞を受賞した時のために「未来の韓国人科学者」と書かれた台座を設置している。

## 学部
- 数学科
- 物理学科
- 化学科
- 生命科学科
- 新素材工学科
- 機械工学科
- 産業経営工学科
- 電子電気工学科
- コンピューター工学科
- 化学工学科
- 創意IT融合工学科
- 人文社会学部

## 大学院
- 数学科
- 物理学科
- 化学科
- 生命科学科
- 新素材工学科
- 機械工学科
- 産業経営工学科
- 電子電気工学科
- コンピューター工学科
- 化学工学科
- 創意IT融合工学科
- 尖端材料科学部
- 融合生命工学部
- 情報電子融合工学部
- 尖端電子力工学部
- 環境工学過程
- システム生命工学部
- 技術経営過程
- 風力特性化過程
- エンジニアーリング大学院
- 鉄鋼大学院
- 海洋大学院
- エンジニアーリング大学院
- 情報通信大学院

## 日本の交流協定校
- 北海道大学
- 京都大学
- 九州大学
- 名古屋大学
- 奈良先端科学技術大学院大学
- 立命館アジア太平洋大学
- 立命館大学
- 東北大学
- 東京工業大学
- 東京大学